# Thirayuth Boonmee
Thirayuth Boonmee (thailändisch ธีรยุทธ บุญมี, RTGS Thirayut Bunmi, auch Boonmi geschrieben; * 10. Januar 1950 in Nakhon Pathom) ist ein thailändischer Sozialwissenschaftler, Publizist und ehemaliger Studentenaktivist. Er spielte eine führende Rolle beim Volksaufstand im Oktober 1973. Seit den 1990er-Jahren ist er einer der einflussreichsten und öffentlich präsentesten Intellektuellen des Landes.

## Leben
Thirayuth stammte aus einfachen Verhältnissen, sein Vater war ein Unteroffizier, seine Mutter verkaufte auf dem Markt Süßigkeiten. Aufgrund seiner besonderen Begabung wurde er trotzdem an der renommierten Suankularb-Wittayalai-Schule aufgenommen, die er als Jahrgangsbester abschloss. Anschließend bestand er auch die Aufnahmeprüfung für die Universität mit dem landesweit besten Ergebnis. Ab 1968 studierte Thirayuth Ingenieurwissenschaft an der Chulalongkorn-Universität.

### Studentenaktivist
Im August 1972 wurde er zum Generalsekretär des Nationalen Studentenzentrums von Thailand (NSCT) gewählt. Die Organisation war bis zu dieser Zeit eher im humanitären Bereich tätig, unter Thirayuths Führung mischte sie sich verstärkt politisch ein. Das Studentenzentrum protestierte unter Thirayuths Führung gegen die vermeintlich übermäßigen Einfluss Japans in der thailändischen Wirtschaft, die zu einem aufgeblähten Außenhandelsdefizit Thailands führte. Im November 1972 veranstaltete es einen Boykott japanischer Produkte, dem sich auch einzelne Politiker anschlossen. Noch im Januar 1973 leugnete Thirayuth, dass das NSCT gegen die Regierung eingestellt wäre und distanzierte sich von der Studentenbewegung in westlichen Ländern: „In Amerika und Europa arbeiten Studenten daran, ihre Regierungen zu zerstören, während wir lediglich auf Fehler hinweisen wollen, sodass unsere politischen Führer sie korrigieren können.“
In den folgenden Monaten kritisierte das Studentenzentrum aber zunehmend deutlich die langjährige Militärdiktatur des Ministerpräsidenten und Feldmarschalls Thanom Kittikachorn und seines Stellvertreters General Praphas Charusathien sowie den immer wieder verschleppten Verfassunggebungsprozess. Nach dem Ende seiner Amtszeit als Generalsekretär des NSCT initiierte Thirayuth mit anderen Studentenführern Mitte 1973 die „Gruppe Verfassungsaufruf“. Diese lancierte eine Petition für eine demokratische Verfassung, die von 100 Politikern und Intellektuellen unterzeichnet wurde. Nachdem sie Flugblätter verteilt hatten, die die baldige Ausfertigung einer neuen Verfassung verlangten, wurde Thirayuth mit zwölf weiteren Aktivisten am 6. Oktober 1973 wegen „Aufwiegelung“ verhaftet. Gegen ihre Inhaftierung kam es ab dem 9. Oktober zu täglich anwachsenden Protesten auf dem Campus der Thammasat-Universität. Am 13. Oktober gab die Regierungsseite nach und entließ Thirayuth und die übrigen inhaftierten Oppositionellen aus der Haft. Die Proteste hatten aber eine Eigendynamik entwickelt und waren zum Volksaufstand angewachsen, den das NSCT nicht mehr aufhalten konnte.
Nach dem Sturz der Militärdiktatoren Thanom und Praphas am 14. Oktober 1973 wurde Thirayuth als prominenter Vertreter der Studentenbewegung in den verfassunggebenden Ausschuss eingeladen. In der folgenden freiheitlich-demokratischen Phase gründete Thirayuth die radikal linke Gruppe „Volk für Demokratie“ (Prachachon phuea Prachathipatai), die sich an der Gründung der Sozialistischen Partei Thailands beteiligte. Er verbreitete marxistische und maoistische Theorien und übersetzte E. L. Wheelwrights Buch The Chinese Road to Socialism ins Thailändische. Zudem war Thirayuth Herausgeber der linken Zeitschrift Samakhi Surop („Vereint im Kampf“), die vor allem unter Studenten und Intellektuellen zirkulierte.
Nach der Zerschlagung der Studentenbewegung im Massaker an der Thammasat-Universität am 6. Oktober 1976 floh Thirayuth wie viele Aktivisten in den Dschungel und schloss sich der illegalen Kommunistischen Partei Thailands (KPT) an, in deren Lagern er sich in den folgenden viereinhalb Jahren versteckt hielt. Nachdem die Regierung von Prem Tinsulanonda kapitulierenden KPT-Aktivisten eine Amnestie versprochen hatte, stellte sich Thirayuth im Februar 1981 den Behörden, um wieder ein ziviles Leben führen zu können. In Interviews und Artikeln griff er die KPT anschließend an.

### Wissenschaftler und Publizist
Thirayuth ging in die Niederlande, um seine Studien am International Institute of Social Studies (ISS) Den Haag (gehört zur Erasmus-Universität Rotterdam) fortzusetzen, wobei er sich der Soziologie, Philosophie und Anthropologie zuwandte. Er schloss mit einem Candidatus-Titel (äquivalent zum Mastergrad) ab. Nach seiner Rückkehr nach Thailand wurde er Dozent an der Fakultät für Soziologie und Anthropologie der Thammasat-Universität. Der Fokus seiner Lehre und Forschung liegt auf Sozialphilosophie, Theorie der Anthropologie, politischer Anthropologie und Modernisierungstheorie (Postmoderne, Konsumismus, Kultur der Moderne).
Er distanzierte sich ausdrücklich von seinen früheren marxistischen und radikal linken Überzeugungen. Stattdessen bekannte er sich in einem Artikel von 1993 zu einem „rationalen Buddhismus“ sowie zu Einflüssen des westlichen Progressismus und sozialen Freiwilligenengagements in der Nachfolge von Sulak Sivaraksa und Puey Ungphakorn. In einer 1997 durchgeführten Umfrage wurde Thirayuth zu einem der zehn einflussreichsten Intellektuellen des Landes gekürt. Kaum ein anderer thailändischer Akademiker meldet sich so oft in Zeitungen zu aktuellen politischen und gesellschaftlichen Themen zu Wort wie er. Thirayuths politische Positionen in den 1990er- und 2000er-Jahren bewegten sich zwischen Reformismus und konservativem Liberalismus.
Unter anderem setzte sich Thirayuth maßgeblich für das Konzept der „Guten Regierungsführung“ (englisch Good Governance) im politischen Diskurs Thailands ein. Auf Thailändisch verwendete er dafür den Begriff Thammarat (ธรรมรัฐ), wörtlich übersetzt „tugendhafter Staat“, was aufgrund der religiösen Konnotation (von Dharma) auch auf Kritik stieß. Genauer gesagt, sprach sich Thirayuth für Thammarat haeng Chat, d. h. „nationale gute Regierungsführung“ aus, wozu für ihn neben internationalen Werten wie Transparenz, Ehrlichkeit, Verantwortlichkeit auch typisch thailändische und buddhistische Werte gehörten. Damit nahm er Bezug auf Einflüsse des engagierten Buddhismus, der Lehre König Bhumibol Adulyadejs von der „bescheidenen Existenz“ bzw. selbstgenügsamen Wirtschaft und der community culture-Bewegung von Sulak Sivaraksa und Prawase Wasi. Gerade angesichts der asiatischen Finanz- und Wirtschaftskrise von 1997/98 bedeutete „gute Regierungsführung“ für Thailand laut Thirayuth, „Probleme zu lösen, ohne anderen die Schuld zu geben, zum Beispiel den USA, dem IWF, ohne ein Schuldenmoratorium anzustreben oder um Hilfe von außen zu bitten“. Thirayuths Konzept von „guter Regierungsführung“ war somit globalisierungskritisch und kommunitaristisch, indem er ein „nationales Projekt“ vorschlug, zu dem Regierung, privater Sektor und lokale Gemeinschaften zusammenwirken sollten, wozu gesellschaftliche Geschlossenheit erforderlich sei.
Thirayuth gehörte zu den ausgesprochenen Kritikern des Ministerpräsidenten Thaksin Shinawatra, der von 2001 bis 2006 regierte. Für dessen Regierungsstil prägte Thirayuth den Begriff „Thaksinokratie“ (Thaksinocracy). Im Gegenzug warf Thaksin Thirayuth vor, dass er gegen die Regierung agitierte, obwohl er von dieser sein Gehalt als Universitätsdozent bezog, und machte sich über dessen Kleidungsstil (abgetragene Pullover) lustig. Im Jahr 2003 erhielt Thirayuth den Sriburapha-Literaturpreis.
Im Jahr 2008 übernahm Thirayuth die Leitung des Sanya-Dharmasakti-Instituts für Demokratie. 2012 wurde er zum außerplanmäßigen Professor für Anthropologie an der Thammasat-Universität ernannt. 2015 wechselte er an das College für interdisziplinäre Studien der Thammasat-Universität.

## Werke (Auswahl)
- สังคมเข้มแข็ง [Sangkhom Khemkhaeng; Starke Gesellschaft]. Samnakphim Mingmit, Bangkok 1993, ISBN 974-89159-1-3.
- จุดเปลี่ยนแห่งยุคสมัย [Chut Plian haeng Yuk Samai; Wendepunkt der Ära]. Winyuchon, Bangkok 1994.
- ปรัชญาแห่งการปฏิรูปการเมือง [Pratya haeng Kanpatirup Kanmueang; Philosophie der politischen Reform]. Wanlaya, Bangkok 1997, ISBN 974894981.
- ธรรมรัฐแห่งชาติ : ยุทธศาสตร์กู้หายนะประเทศไทย [Thammarat haeng Chat: Yutthasat Ku Hayana Prathet Thai; Nationale Gute Regierungsführung]. Saithan, Bangkok 1998, ISBN 974-86257-2-9.
- Good Governance. A Strategy to Restore Thailand. In: Duncan McCargo: Reforming Thai Politics. Nordic Institute of Asian Studies, Kopenhagen 2002, S. 29–35.
- ความคิดหลังตะวันตก [Khwamkhit Lang Tawantok; Nach-westliches Denken]. Saithan, Bangkok 2003, ISBN 974-9609-28-X.
- ชาตินิยมและหลังชาตินิยม [Chatniyom lae Lang Chatniyom; Nationalismus und Postnationalismus]. Saithan, Bangkok 2003, ISBN 974-8468-92-5.
- ตุลาการภิวัฒน์ [Tulakanphiwat; Justiz-Revolte]. Winyuchon, Bangkok 2006, ISBN 974-288-449-8.